# Anschnitt (Gießereiwesen)
Als Anschnitte bezeichnet man im Gießereiwesen den Teil eines Gießsystems, durch welchen der jeweilige Werkstoff in die eigentliche Form läuft (deshalb auch Zulauf).
Der Anschnittsquerschnitt ist abhängig von der Masse und der gewünschten Gießzeit des Gussstückes und wird jeweils individuell dimensioniert unter Beachtung der Gießleistung bei der Formfüllung und der gegebenen Gussteilgeometrie. Die Anschnittquerschnittsdimensionierung gibt dann die Basisgröße zur Dimensionierung des gesamten Gießsystems bis hin zum Trichter oder Tümpel der Gussform, in welche das flüssige Metall eingebracht wird.
Die eigentliche Aufgabe eines Anschnittes ist, das flüssige Metall vom Schlackenlauf (Lauf) in die Form zu leiten.
Unter Umständen werden ihm noch Aufgaben wie Schlackenrückhaltung (Anschnittquerschnitt kleiner als Schlackenlaufquerschnitt) oder aber ein Beruhigen der Gießturbulenzen (Anschnittsquerschnitt größer als Schlackenlaufquerschnitt) beigemessen.

Ein Anschnittsystem